# Лаган (місто)
Лаган (швед. Lagan) — другий за величиною населений пункт у муніципалітеті Юнгбю округу Крунуберг, Швеція, з 1744 жителями в 2010 році. Знаходиться на висоті 139 метрів. Свою назву отримав від річки Лаган, що протікає неподалік.

## Історія
Початкове поселення в Лагані було навколо колишньої вовняної фабрики в Åby, Prästtorp і старого Åby. Потім Лаган отримав подальший розвиток через появу залізниці та будівництво електростанції на річці Лаган. Забудова переважно складається з вілл різного віку. У Лагані є кілька промислових зон. Найбільший знаходиться в західній частині вздовж автостради на E4.

## Суспільство
У Лагані є поле для гольфу, кондитерська (Stora Konditoriet), ресторани, хостели, готелі та конференц-зали та перукарні. Муніципальні соціальні послуги доступні, серед іншого, в будинку престарілих Åbrinken. Також є службові будинки для інвалідів та денний центр. У місті Рада округу Крунуберг має медичний центр з дільничним лікарем і медсестрою, громадську стоматологію, дитячий центр, акушерський пункт і аптеку. Сімейний центр — це співпраця між соціальними службами, поліцією, акушерками, центрами догляду за дітьми, доглядом за дітьми та школами. У школі Åby є бібліотека.

## Ділове життя
До Юнгбю, але також і з Юнгбю до Лагана, часто їздять на роботу. Робота в Лагані в основному на виробництві. У Лагані є, серед інших, Swedrive AB, яка виробляє трансмісійну продукцію, Modulpac AB, яка виробляє пластикові кришки та упаковку, Sundström Safety AB, яка виробляє захисне обладнання, і Hydraulmekano, яка виробляє гідравлічні циліндри. Ще одна компанія в місті — Hedin Lagan AB, що спеціалізується на промисловому обладнанні для обробки та транспортування важких вантажів і предметів.

## Навчання
У Лагані та Обі є дошкільний заклад, дитячий садок, позашкільний центр і школа 0-6. У 7-9 класах учні здобувають освіту в школі Åby.

## Спорт
Лаган має футбольну асоціацію Lagans AIK, де починав свою кар'єру футболіст Еміль Крафт (Гельсінгборг). У місті також є флорбольна команда під назвою «Lagan IBK».